# Jõhvi
Jõhvi (alemnay: Jewe) és una ciutat al nord-est d'Estònia i la seu administrativa del comtat d'Ida-Viru i la parròquia de Jõhvi. La població es troba a uns 50 km a l'oest de la frontera internacional Estònia-Rússia.

## Història
Jõhvi va ser esmentat per primera vegada com a poble l'any 1241 al Liber Census Daniae quan estava governat per Dinamarca. Els noms històrics de Jõhvi eren Gewi i Jewe. Al segle XIII s'hi va construir una església i Jõhvi es va convertir en el centre de la parròquia de l'església local.
L'1 de maig de 1938, el govern d'Estònia va actualitzar l'estatus oficial de Jõhvi de municipi a ciutat independent. Durant el període de l'administració soviètica (1944–1991), Jõhvi no era administrativament una ciutat, sinó un districte de la ciutat de Kohtla-Järve. El 2005, la ciutat de Jõhvi es va unir amb la parròquia de Jõhvi.

## Demografia
| 31 desembre 2011 | 1r gener 2014 | 1r gener 2015 | 1r gener 2016 | 1r gener 2017 | 1r gener 2018 | 1r gener 2019 | 1r gener 2020 | 1r gener 2021 | 1r gener 2022 | 1r gener 2023 | 1r gener 2024 |
| 10.775           | 10.525        | 10.669        | 10.152        | 10.051        | 10.398        | 10.541        | 10.321        | 10.130        | 10.481        | 10.852        | 10.880        |

Durant el període en què Estònia va ser ocupada per la Unió Soviètica, es va iniciar una important afluència de treballadors d'altres parts de la Unió Soviètica per donar suport a la ciutat en expansió de Kohtla-Järve, inclòs l'aleshores districte de Jõhvi. Aquesta afluència va fer que els estonians es convertissin en una minoria a la zona.

## En cinematografia
L'any 2024, es va rodar a la ciutat un curt estonia-americana Juvenile Inspektor: The Shadow Over Jõhvi, en el qual van participar els actors: Oleksiy Gorbunov, Alexander Ivashkevich, Ella Bardot, Maxim Pokrovsky i altres. Productor i director de la pel·lícula Pavel Gavrilin

## Galeria

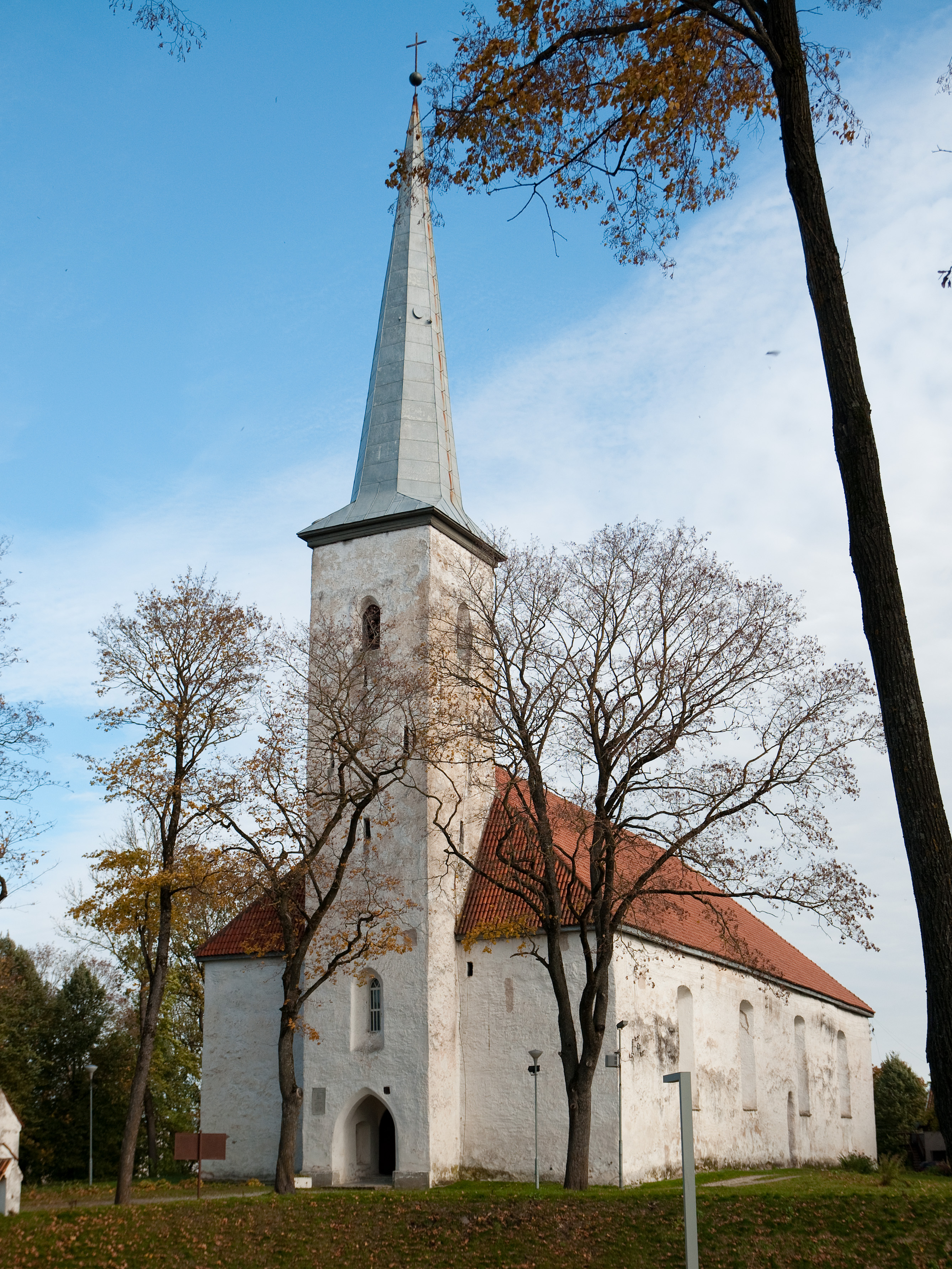
Església de Jõhvi
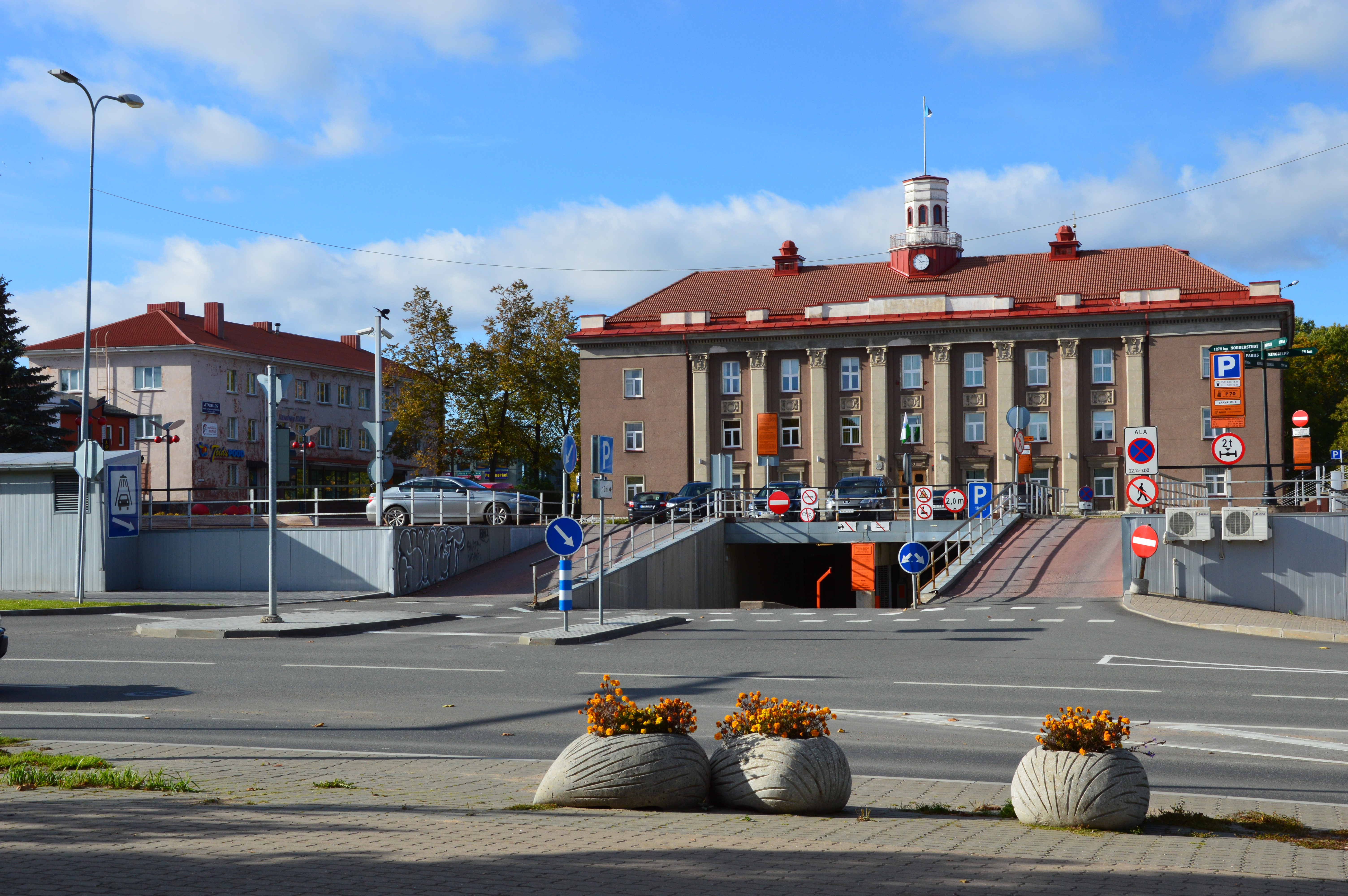
Plaça central
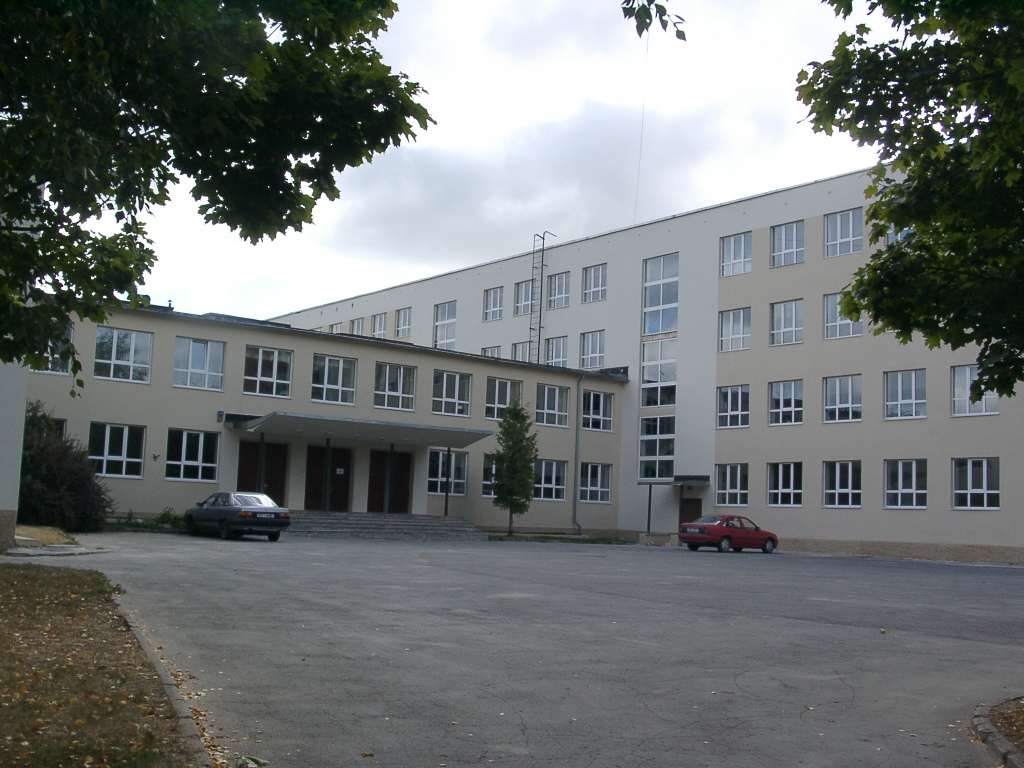
Gimnàs a Jõhvi
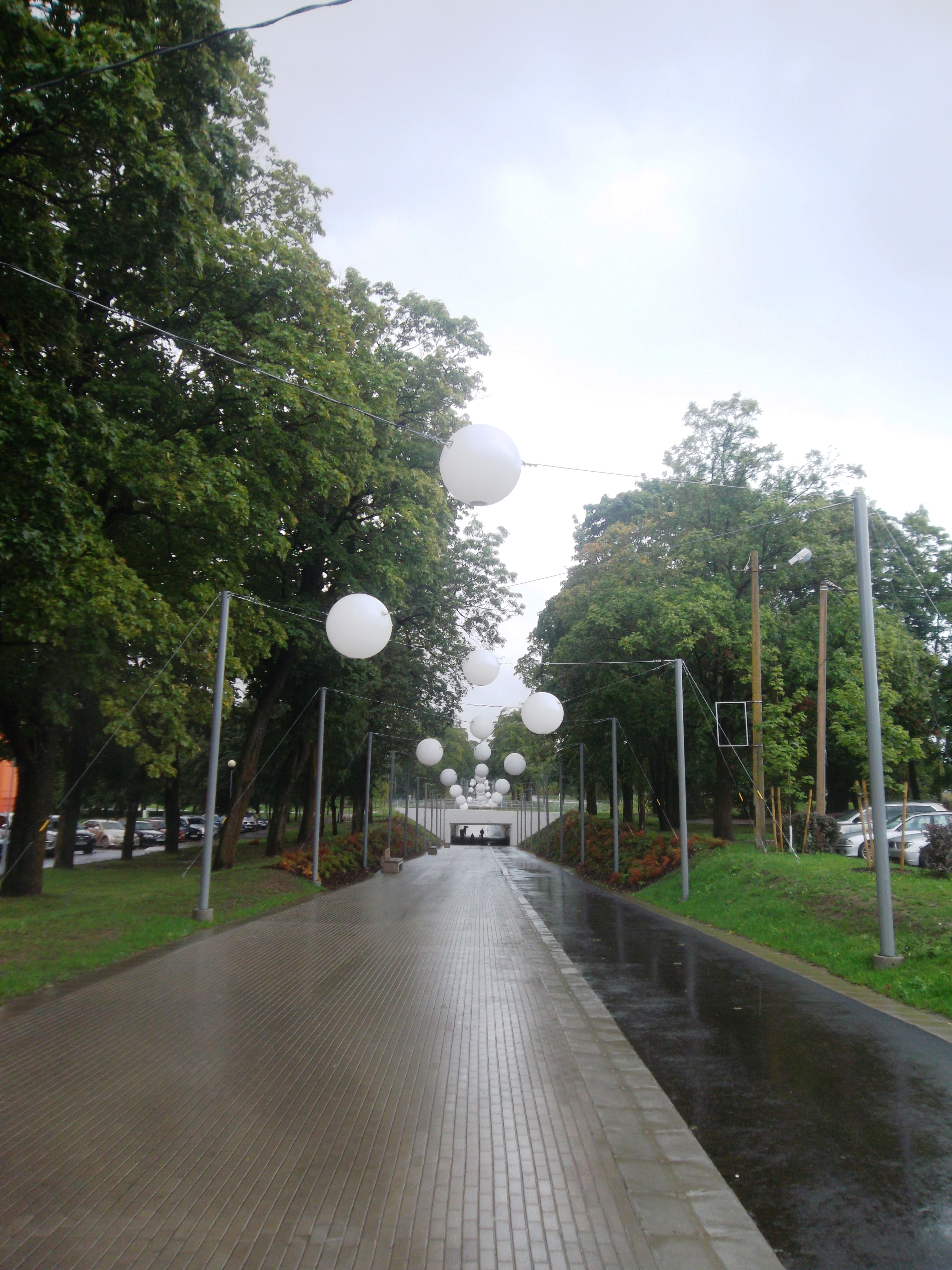
Passeig a Jõhvi
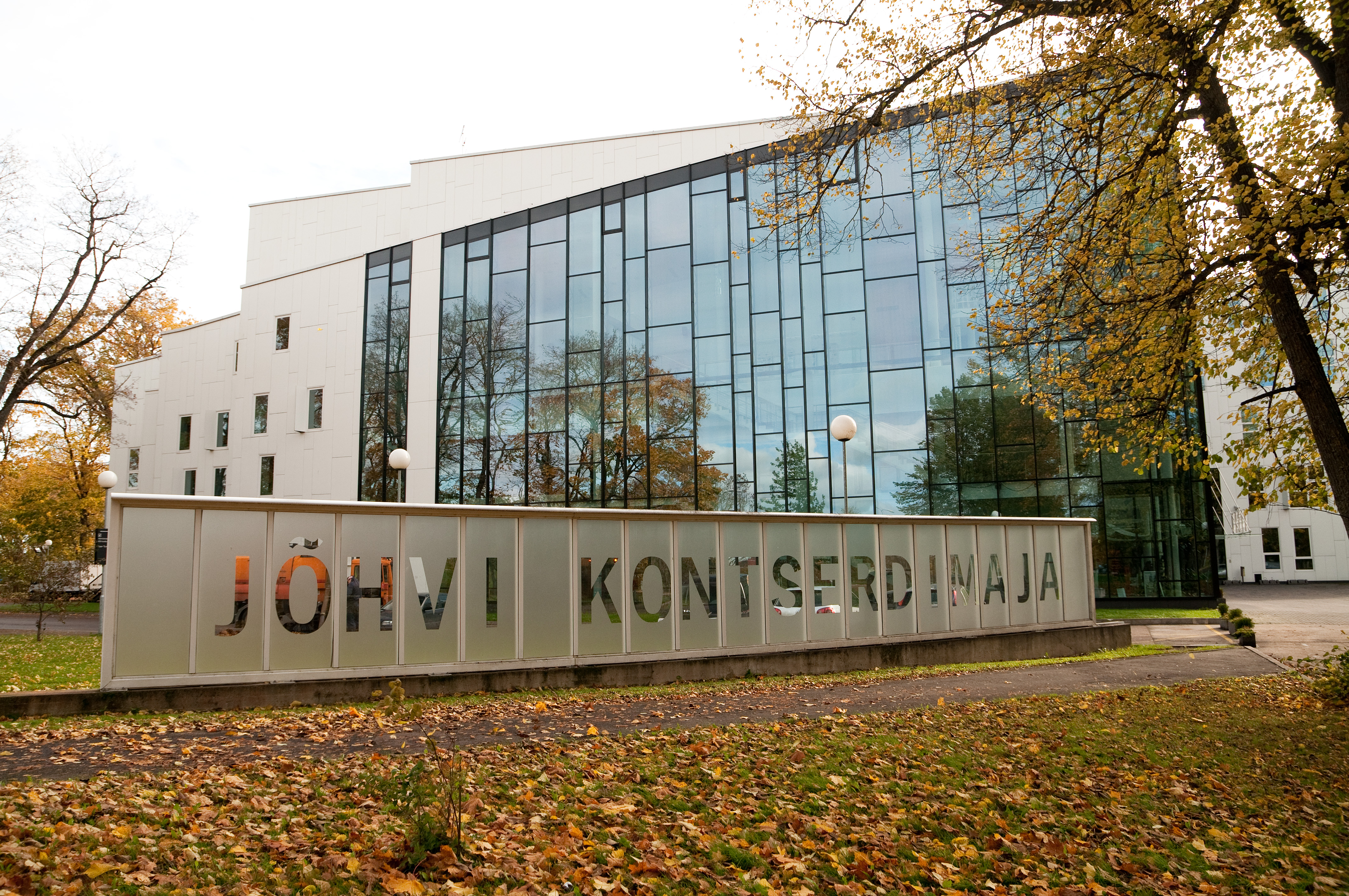
Sala de concerts Jõhvi
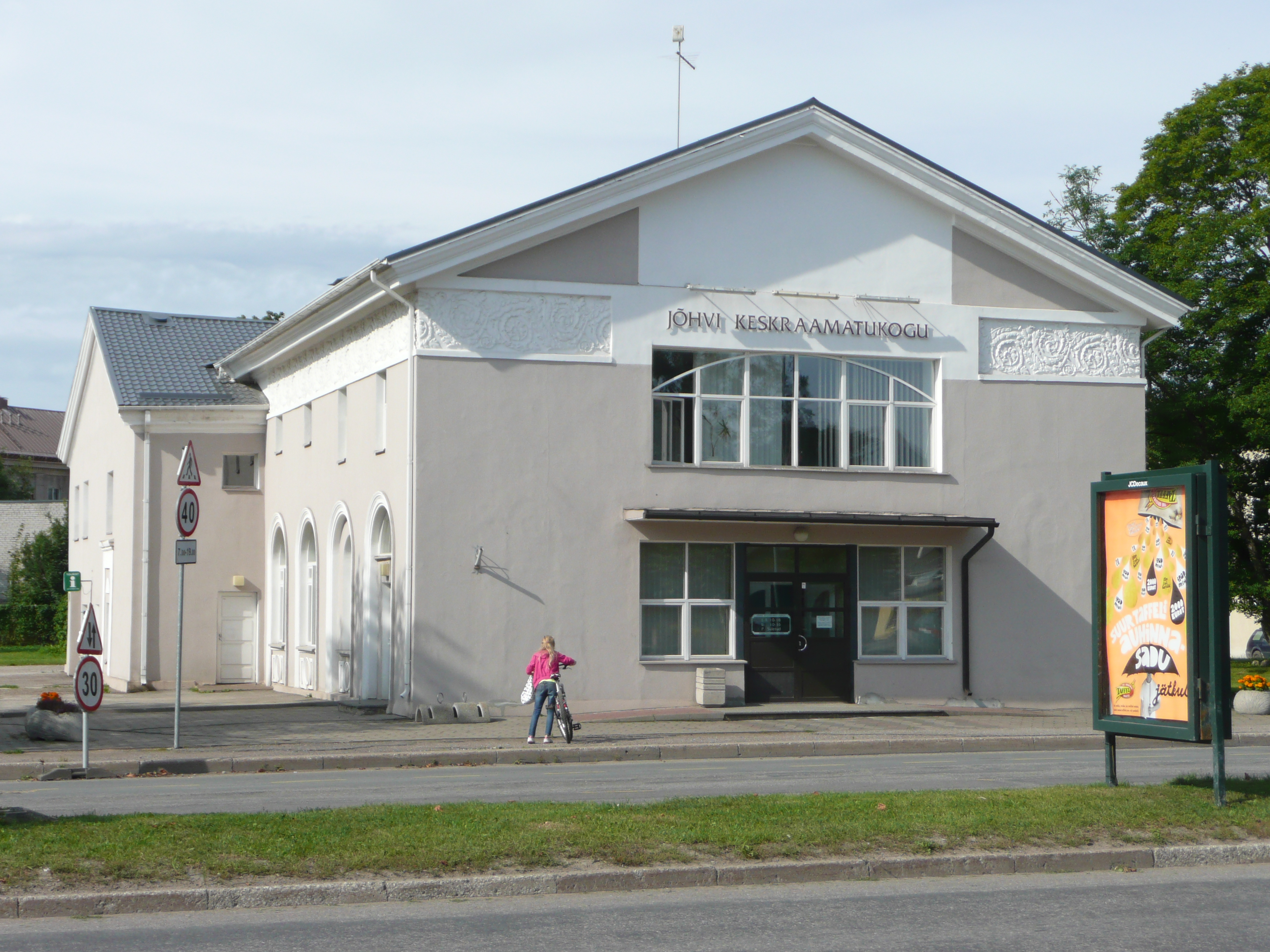
Biblioteca Central Jõhvi
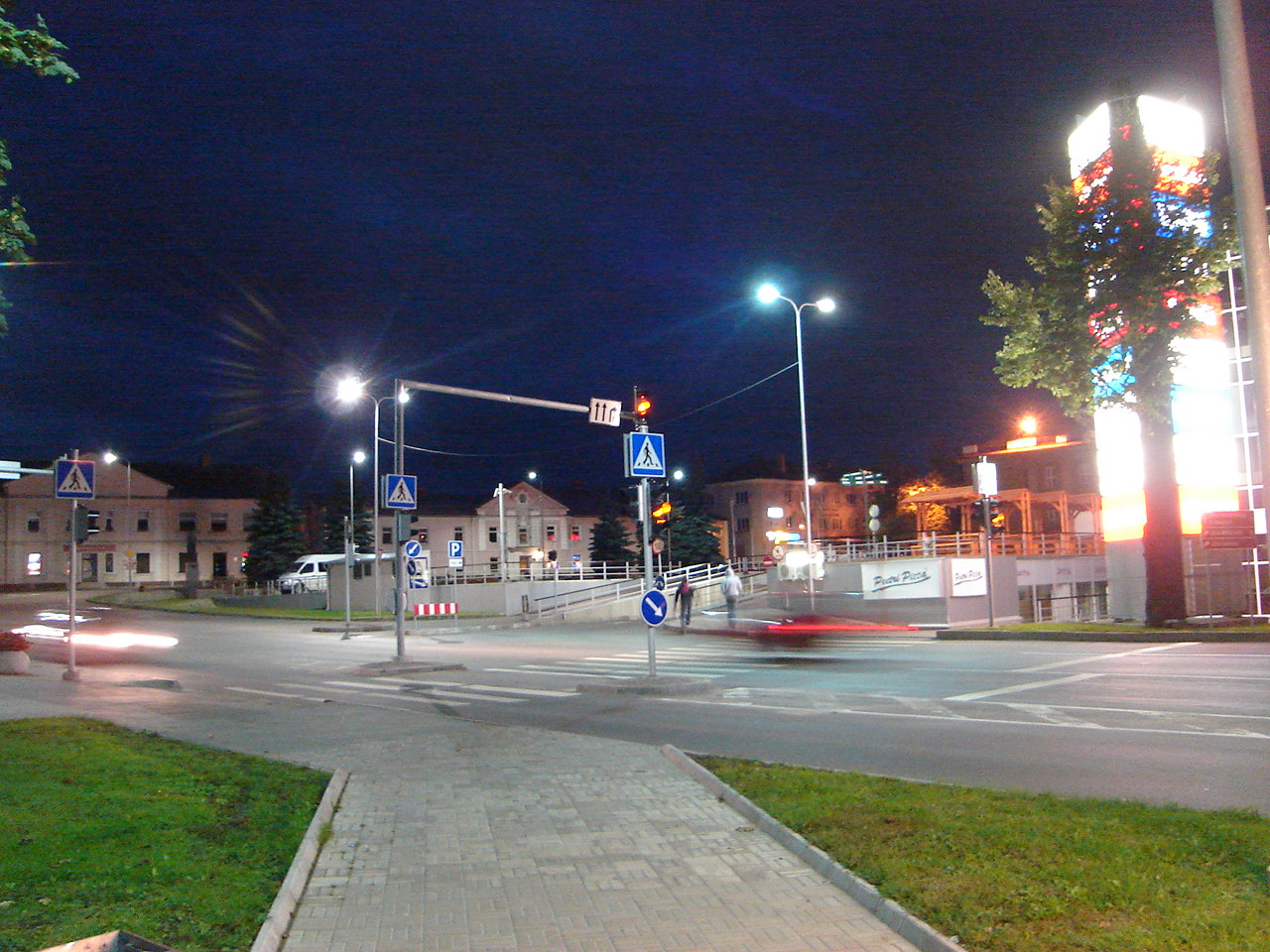
Jõhvi a la nit
Monument en memòria de Kaljo Kiisk
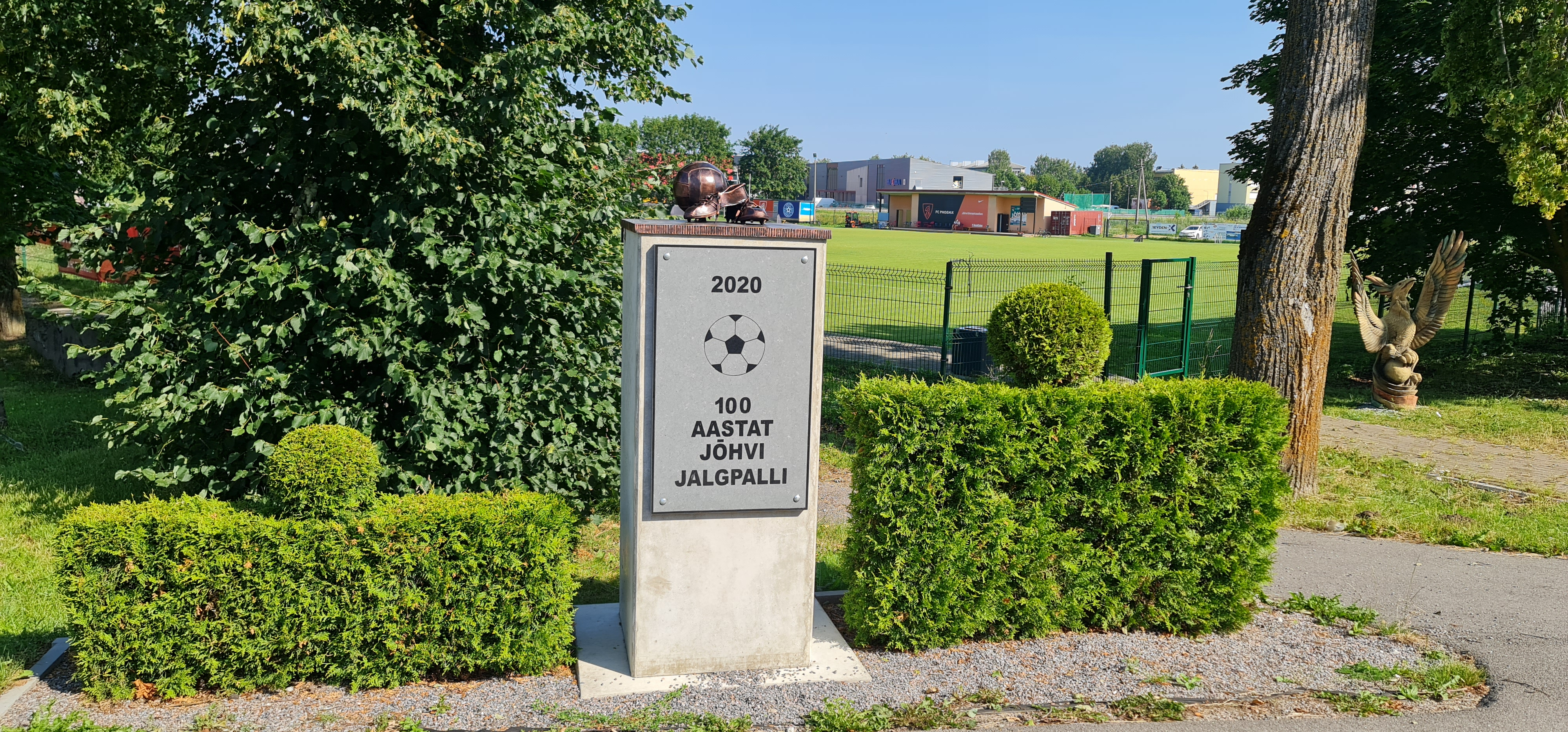
Monument als 100 anys de futbol a Jõhvi
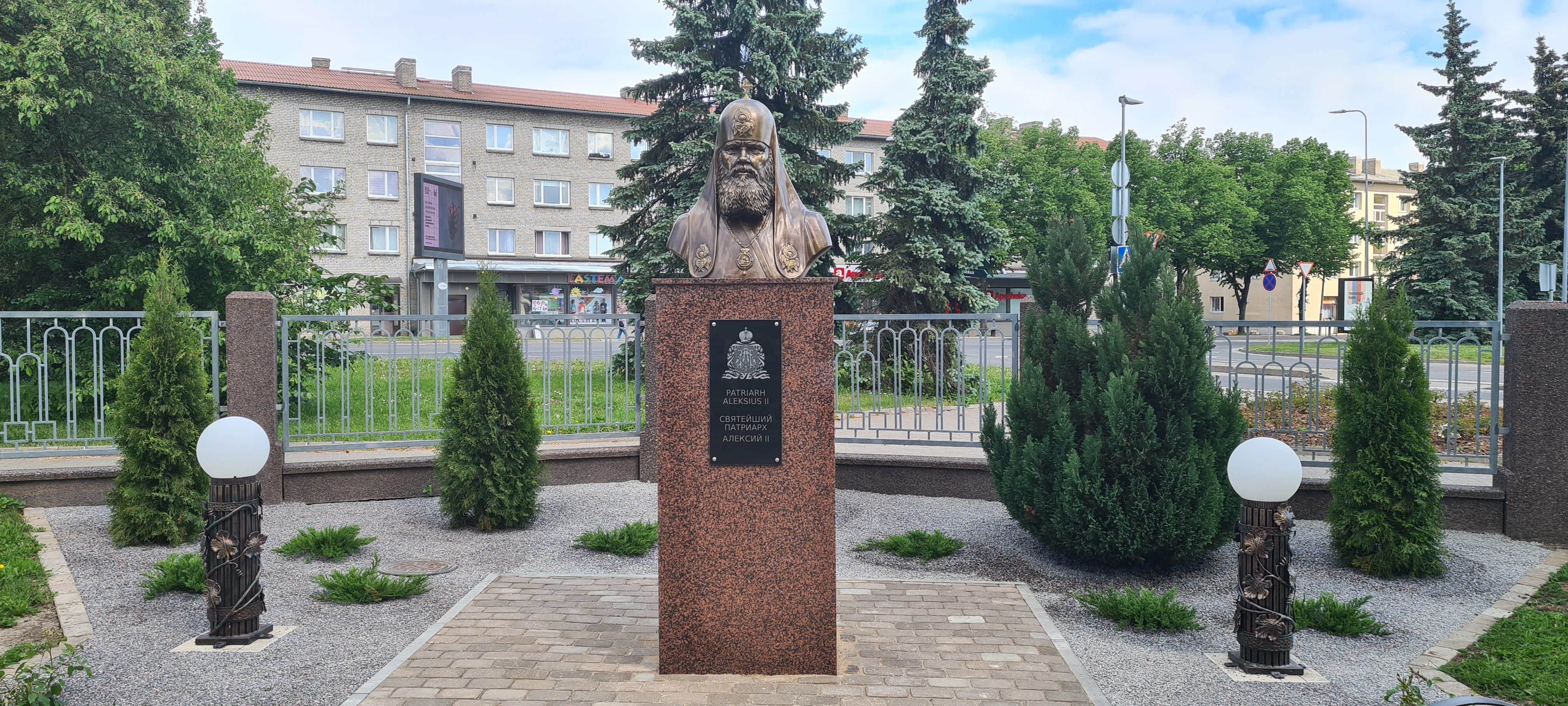
Monument a Aleksius II
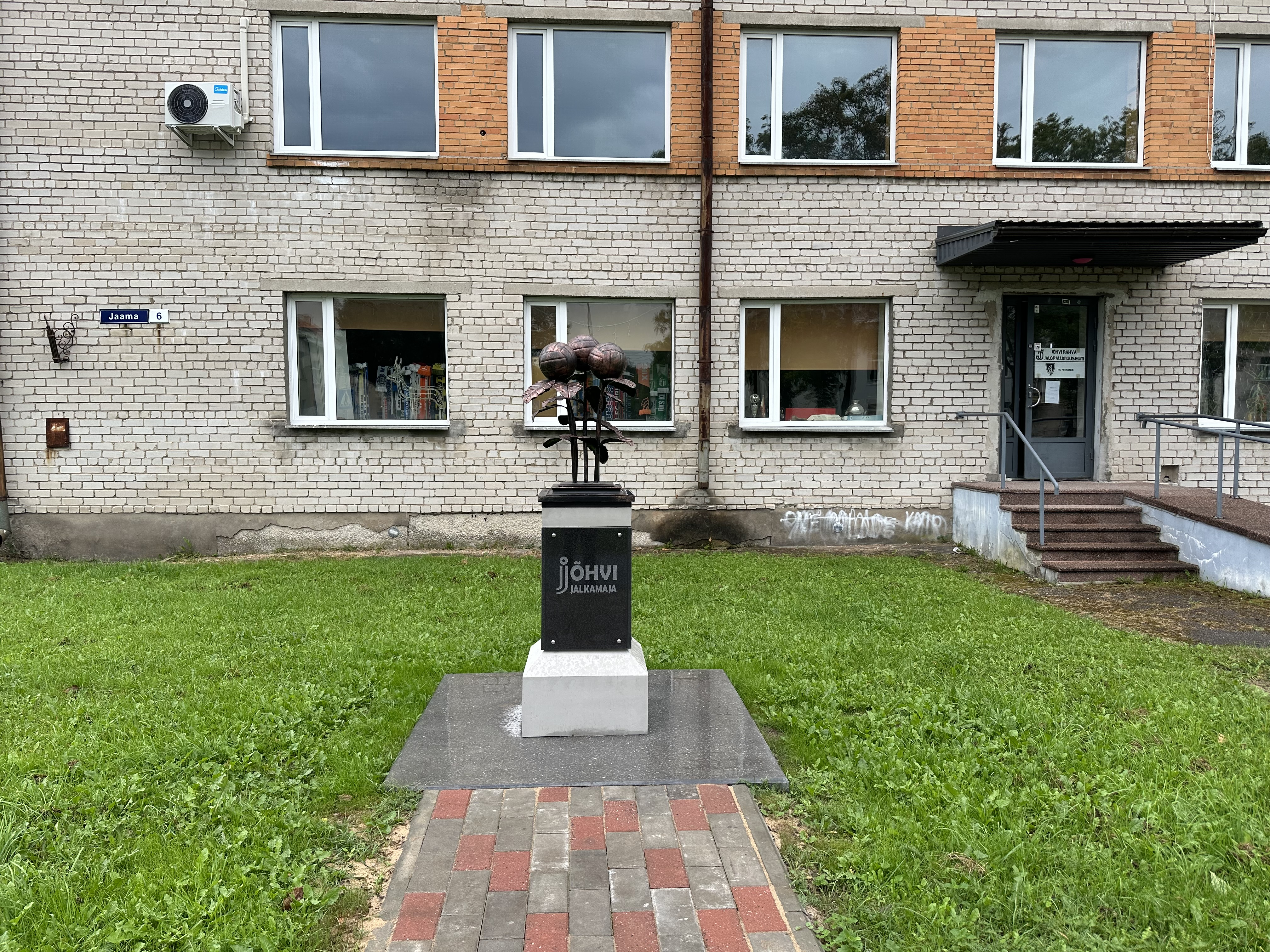
Памятник «Дом футбола Йыхви»